# Matthias Schoenaerts
Matthias Schoenaerts (Amberes, 8 de diciembre de 1977) es un actor belga, más conocido por sus interpretaciones en las películas Loft, Rundskop, Rust and Bone, Suite francesa, Far from the Madding Crowd y La chica danesa.

## Biografía
Es hijo del famoso actor belga Julien Schoenaerts y de Dominique Wiche; tiene un medio hermano llamado Bruno Schoenaerts. Se formó en la Academia de Artes Dramáticas de Amberes. En el 2015, fue nombrado Caballero de la Orden de las Artes y las Letras en Francia.

## Carrera
En 1992 y con 13 años Matthias hizo su debut en su primera película Daens, donde dio vida a Wannes Scholliers.
En 2006 interpretó a Joop, un miembro de la resistencia en la película Zwartboek. En 2008 apareció en la película Loft, donde interpretó a Filip Willems. En 2014 volvió a interpretar a Filip ahora en la versión americana de la película, The Loft.
En 2011 dio vida al joven granjero limburgués Jacky Vanmarsenille en Rundskop. La película está basada en la historia real del asesinato de la inspectora Karel van Noppen. En 2012 se unió al elenco principal de la película francesa-belga Rust and Bone, donde dio vida a Alain "Ali" van Versch. La historia está basada en la novela del canadiense Craig Davidson. En 2014 fue el rostro de la campaña primavera/verano de "Louis Vuitton Menswear". Ese mismo año apareció en la película dramática Suite Française, donde dio vida a Bruno von Falk, un comandante alemán. También apareció en la película A Little Chaos donde dio vida al jardinero André Le Nôtre. En 2016 se unió al elenco principal de la miniserie Lewis and Clark, donde dio vida a William Clark, uno de los exploradores estadounidenses. En marzo del mismo año se anunció que se había unido al elenco de la película Kursk.
En 2019, interpreta, junto a August Diehl y a Valerie Pachner, la película A Hidden Life, de Terrence Malick.

## Filmografía

### Películas
| Año  | Título                                       | Personaje           | Notas                                                                                         |
| ---- | -------------------------------------------- | ------------------- | --------------------------------------------------------------------------------------------- |
| 2019 | The Mustang                                  | Roman Coleman       | junto a Jason Mitchell, Gideon Adlon, Connie Britton y Bruce Dern                             |
| 2018 | Gorrión Rojo                                 | Ivan o Vanya Egorov | junto a Jennifer Lawrence y Jeremy Irons                                                      |
| 2017 | Kursk                                        | Capitán             | junto a Colin Firth                                                                           |
| 2017 | Le Fidèle                                    | Gigi                | junto a Adèle Exarchopoulos, Dimitry Loubry, Charley Pasteleurs y Guray Nalbant               |
| 2017 | Nosotros en la noche                         | Gene                | junto a Jane Fonda y Robert Redford                                                           |
| 2017 | The Sound of Metal                           | -                   | junto a Dakota Johnson                                                                        |
| 2015 | Cegados por el sol                           | Paul De Smedt       | junto a Ralph Fiennes, Dakota Johnson, Tilda Swinton y Aurore Clément                         |
| 2015 | La chica danesa                              | Hans Axgil          | junto a Eddie Redmayne, Amber Heard y Alicia Vikander                                         |
| 2015 | Maryland                                     | Vincent Loreau      | junto a Diane Kruger y Paul Hamy                                                              |
| 2015 | Far from the Madding Crowd                   | Gabriel Oak         | junto a Carey Mulligan, Michael Sheen, Tom Sturridge, Juno Temple y Rowan Hedley              |
| 2014 | Suite Française                              | Bruno von Falk      | junto a Margot Robbie, Ruth Wilson, Michelle Williams, Sam Riley y Kristin Scott Thomas       |
| 2014 | The Loft                                     | Filip Willems       | junto a James Marsden, Wentworth Miller, Karl Urban, Rhona Mitra y Isabel Lucas               |
| 2014 | A Little Chaos                               | André Le Nôtre      | junto a Kate Winslet, Alan Rickman, Stanley Tucci, Helen McCrory y Jennifer Ehle              |
| 2014 | The Drop                                     | Eric Deeds          | junto a Tom Hardy, Noomi Rapace, James Gandolfini, John Ortiz y Michael Aronov                |
| 2013 | Blood Ties                                   | Anthony Scarfo      | junto a Marion Cotillard, Clive Owen, Billy Crudup, Mila Kunis, Zoe Saldaña y James Caan      |
| 2012 | Death of a Shadow                            | Nathan Rijckx       | corto - junto a Laura Verlinden, Peter van den Eede, Benjamin Ramon y Brian Piezel            |
| 2012 | De óxido y hueso                             | Alain van Versch    | junto a Marion Cotillard, Armand Verdure, Corinne Masiero, Céline Sallette y Bouli Lanners    |
| 2011 | De Bende van Oss                             | Ties van Heesch     | junto a Sylvia Hoeks, Benja Bruijning, Frank Lammers, Pierre Bokma y Daan Schuurmans          |
| 2011 | De president                                 | Boyko               | junto a Achmed Akkabi, Najib Amhali, Charlie Dagelet y Dirk Zeelenberg                        |
| 2011 | Rundskop                                     | Jacky Vanmarsenille | junto a Jeroen Perceval, Jeanne Dandoy, Barbara Sarafian, Tibo Vandenborre y Frank Lammers    |
| 2010 | Injury Time                                  | Van Dessel          | corto - junto a Olivier Bisback, Olivier Bony, Norbert Coussement y Jeroen Perceval           |
| 2010 | Pulsar                                       | Samuel Verbist      | junto a Tine Van den Wyngaert, Andrea Bardos, Leah Chanmugam y Liesje De Backer               |
| 2010 | La meute                                     | Gótico              | junto a Yolande Moreau, Émilie Dequenne, Benjamin Biolay , Philippe Nahon e Ian Fonteyn       |
| 2009 | My Queen Karo                                | Raven               | junto a Déborah François, Anna Franziska Jaeger, Christelle Cornil y Cezanne Cuypers          |
| 2009 | Afterday                                     | Jef                 | corto - junto a Natali Broods, Kaat Camerlynck, Valentijn Dhaenens y Alex Stockman            |
| 2008 | Loft                                         | Filip Willems       | junto a Koen De Bouw, Filip Peeters, Bruno Vanden Broecke, Koen De Graeve y Veerle Baetens    |
| 2008 | Tunnelrat                                    | John Atkins         | corto - junto a Peter Connelly, John Flanders, Thomas Janssens, Roman Knizka y Jef Ravelingen |
| 2008 | Linkeroever                                  | Bob                 | junto a Eline Kuppens, Sien Eggers, Marilou Mermans, Frank Vercruyssen y Robbie Cleiren       |
| 2007 | Nadine                                       | Cornee              | junto a Monic Hendrickx, Sanneke Bos, Halina Reijn, Mano Tzoulakis y Fedja van Huêt           |
| 2007 | De muze                                      | -                   | junto a Tara Elders, Sallie Harmsen, Bart Klever y Fem Petraeus                               |
| 2006 | Zwartboek                                    | Joop                | junto a Carice van Houten, Sebastian Koch, Thom Hoffman, Derek de Lint y Christian Berkel     |
| 2006 | Dennis van Rita                              | Dennis              | junto a Els Dottermans, Veerle Baetens, Damiaan De Schrijver, Tom Van Dyck y June Voeten      |
| 2005 | The One Thing to Do                          | Edward Monskii      | corto - junto a Tibo Vandenborre, Serge-Henri Valcke, Lionel Tavera y Pierre Mosconi          |
| 2005 | Het einde van de rit                         | Samuel              | corto - junto a Dolores Bouckaert y Günther Lesage                                            |
| 2005 | Exit                                         | Anthony             | corto - junto a Cesar De Sutter, Koen De Bouw, Natali Broods y Jaela Cole                     |
| 2005 | Dochter                                      | Matthias            | corto - junto a Caro Lenssen, Bart Klever, Juulde Man, Elvira Out y Sanne Vogel               |
| 2005 | Another Day                                  | -                   | corto - junto a Viviane Redant y Tine Van den Wyngaert                                        |
| 2004 | Je veux quelque chose et je ne sais pas quoi | Jaap                | corto - junto a Lotte Stoops, Lou Castel, Sandrine Blancke y Dolores Bouckaert                |
| 2004 | Gender                                       | -                   | corto - junto a Barbara Claes, Stefanie Claes, Ianka Fleerackers y Herwig Ilegems             |
| 2004 | Ellektra                                     | DJ Cosmonaut X      | junto a Sam Bogaerts, Marie Bos, Tom De Hoog, Herwig Ilegems y Han Kerkhoffs                  |
| 2004 | A Message from Outer Space                   | Frits               | corto                                                                                         |
| 2003 | Any Way the Wind Blows                       | Chouki              | junto a Frank Vercruyssen, Eric Kloeck, Natali Broods, Dirk Roofthooft y Jonas Boel           |
| 2003 | Zien                                         | Hombre              | corto - junto a Karolien de Beck, Daan Hugaert y Lotte Pinoy                                  |
| 2002 | De blauwe roos                               | Minnaar             | corto - junto a Nick Bila, Warre Borgmans, Lindsey Maria Clare y Kevin Janssens               |
| 2002 | Meisje                                       | Oscar               | junto a Charlotte Vanden Eynde, Els Dottermans, Frieda Pittoors, Wim Opbrouck y Nico Sturm    |
| 2002 | Waternimf                                    | -                   | corto - junto a Ivan Mettepenningen y Lara Taveirne                                           |
| 1999 | Tobias Totz und sein Löwe                    | -                   | junto a Jürgen von der Lippe, Gerrit Schmidt-Foß, Hape Kerkeling y Ingolf Lück                |
| 1992 | Daens                                        | Wannes Scholliers   | junto a Jan Decleir, Gérard Desarthe, Antje de Boeck, Michael Pas y Karel Baetens             |

### Series de televisión
| Año         | Título                 | Personaje          | Notas                   |
| ----------- | ---------------------- | ------------------ | ----------------------- |
| 2024        | The Regime             | Herbert Zubak      | 6 episodios - miniserie |
| 2023        | Django                 | Django             | 10 episodios            |
| 2018        | Lewis and Clark        | William Clark      | 6 episodios - miniserie |
| 2009        | Los zand               | Vincent Vandeweghe | 13 episodios            |
| 2008 - 2009 | De smaak van De Keyser | Alfred Lenaerts    | 8 episodios             |
| 2002        | Stille waters          | Detective          | episodio # 1.8          |
| 2001        | Flikken                | Jens Goossens      | episodio "Corrupt"      |

### Productor
| Año  | Película                   | Notas                      |
| ---- | -------------------------- | -------------------------- |
| 2012 | Dood van een Schaduw       | corto - productor asociado |
| 2004 | A Message from Outer Space | corto - co-productor       |

### Teatro
| Año | Obra            | Notas                      |
| --- | --------------- | -------------------------- |
| -   | Le Petit Prince | junto a Julien Schoenaerts |

## Premios y nominaciones
| Año  | Categoría                                                                     | Premio                                       | Películas/Serie        | Resultado |
| ---- | ----------------------------------------------------------------------------- | -------------------------------------------- | ---------------------- | --------- |
| 2013 | Most Promising Actor                                                          | César Award                                  | Rust and Bone          | Ganó      |
| 2013 | Best Male Newcomer                                                            | Étoile d'Or Award                            | Rust and Bone          | Ganó      |
| 2013 | Best Actor                                                                    | Magritte Award                               | Rust and Bone          | Nominado  |
| 2013 | Best Actor                                                                    | Chlotrudis Award                             | Rust and Bone          | Nominado  |
| 2013 | Best Actor                                                                    | Chlotrudis Award                             | Rundskop               | Nominado  |
| 2013 | Best Actor                                                                    | Lumiere Award                                | Rust and Bone          | Nominado  |
| 2013 | Best Actor                                                                    | Globe de Cristal Award                       | Rust and Bone          | Nominado  |
| 2013 | Best Duo - International Competition (junto a Marion Cotillard)               | CinEuphoria Award                            | Rust and Bone          | Nominados |
| 2013 | Best Actor - International Competition                                        | CinEuphoria Award                            | Rundskop               | Nominado  |
| 2013 | Best Actor                                                                    | ICS Award                                    | Rundskop               | Nominado  |
| 2013 | Best Actor                                                                    | GFCA Award                                   | Rust and Bone          | Nominado  |
| 2012 | Best Actor                                                                    | Valladolid International Film Festival Award | Rust and Bone          | Ganó      |
| 2012 | Best Actor                                                                    | DFCC Award                                   | Rust and Bone          | Nominado  |
| 2012 | Best Actor                                                                    | Magritte Award                               | Rundskop               | Ganó      |
| 2012 | Best Actor                                                                    | FIPRESCI Prize Award                         | Rundskop               | Ganó      |
| 2011 | Best Actor                                                                    | Next Wave Award                              | Rundskop               | Ganó      |
| 2011 | Best Actor                                                                    | AFI Fest Award                               | Rundskop               | Ganó      |
| 2011 | (junto a André van Duren, Sylvia Hoeks, Daan Schuurmans y Guurtje Buddenberg) | Golden Film Award                            | De Bende van Oss       | Ganaron   |
| 2009 | Outstanding Actor - Drama Series                                              | Golden Nymph Award                           | De smaak van De Keyser | Nominado  |
| 2003 | EFP Shooting Star                                                             | Berlin International Film Festival Award     | -                      | Ganó      |